# Oberguggenberger

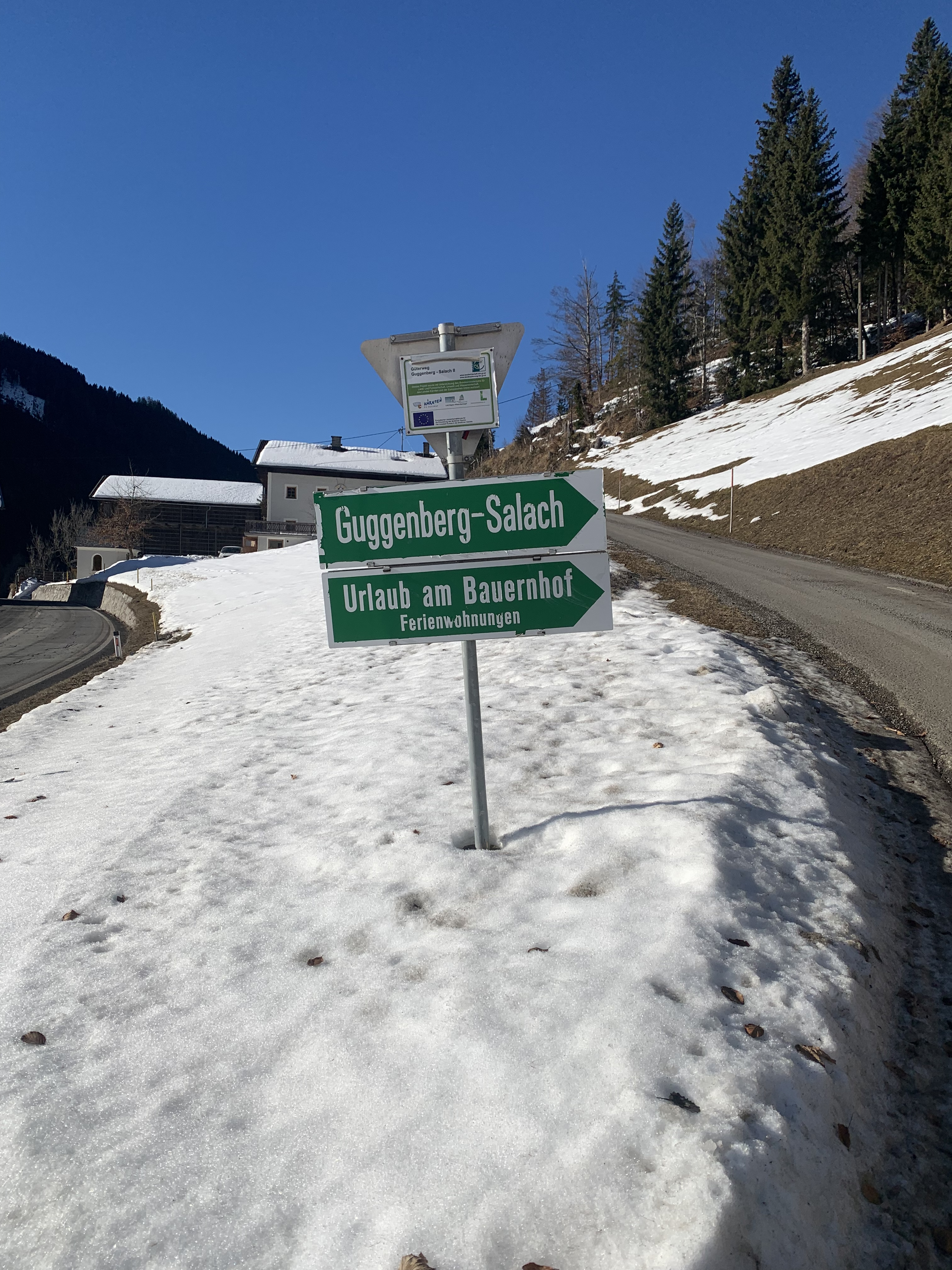
Richtungswegweiser auf den Guggenberg nahe Maria Luggau im Kärntner Lesachtal

Oberguggenberger ist ein in Österreich selten verwendeter Familienname. 
Den Namen trug einst eine Familie auf dem Guggenberg in der Ortschaft Maria Luggau im Lesachtal des Bundeslandes Kärnten. Der Name ist heute im Tal weit verbreitet, einzelne Talbewohner haben den Namen durch ihren Wohnortwechsel aber auch anderswo in Österreich und Teilen Deutschlands verbreitet. Grund dafür ist die wirtschaftliche Orientierung des Tales hin zur Landwirtschaft sowie dem Tourismus und der durch die Topografie, Lage und Einwohneranzahl des Tales nicht vorhandenen Bildungs- und Arbeitsmöglichkeiten. 
Die Bewohner am Fuße des Guggenbergs tragen den auch heute ähnlich selten verwendeten Familiennamen Unterguggenberger.

## Namensträger
- Michael Oberguggenberger (* 1953), österreichischer Mathematiker
- Viktor Oberguggenberger (1893–1963), österreichischer Astronom